# Aït Yahia Moussa
Aït Yahia Moussa é uma cidade e comuna localizada na província de Tizi Ouzou, no norte da Argélia. Em 2008, sua população era de 20 426 habitantes.